# 徐增壽
徐增壽（14世纪1368年至1372年间—1402年），明朝官员，开国功臣徐達第三子，母谢夫人，徐輝祖弟，其姊夫为明成祖朱棣。

## 生平
徐增壽出生年份无记载。依长兄徐辉祖和弟弟徐膺緒生年推测，当在1368年至1372年间。与兄弟一样，由明太祖朱元璋赐名。袭父荫担任左都督职位。
建文帝疑燕王朱棣反，曾向徐增壽发问。徐增壽道：“燕王和先帝同氣，富貴已極，怎么可能还造反呢？”后徐增壽屡次密告京中部署，为建文帝所发觉。燕军渡过长江后，建文帝当面质问，徐增壽不能回答，建文帝怒，親手持劍，将其当场诛杀。朱棣攻入皇宫，抚摸着徐增寿的遗体痛哭。即位后，追封其为武陽侯，諡忠湣；後進封定國公，其子徐景昌繼嗣。徐增壽一系隨明朝朝廷遷至北京直到明末。